# Adriana Silva
Adriana Silva (Cali, Kolumbija, 8. lipnja 1978.) kolumbijska je glumica. Najpoznatija je po ulozi Josefine Sandoval u kolumbijskoj telenoveli Doña Bárbara.

## Filmografija

### Telenovele
- Doña Bárbara kao Josefina Sandoval (2008.)
- Anillo de compromiso kao partnerica (2006.)
- Hasta que la plata nos separe kao Julieta Méndez (2006.)
- Lorena kao Mariela Morantes (2005.)
- Amor a la plancha kao Alejandra Cuervo
- Candida kao (2003.)

### TV showovi
- Protagonistas de novela 2 - La amenaza:Colombia kao Adriana Silva (2003.)
- Protagonistas de novela - Colombia kao Adriana Silva (2002.)

## Vanjske poveznice
- Adriana Silva na Internet Movie Database-u